# John Dawson (segundo conde de Portarlington)
John Dawson, 2.º conde de Portarlington (1781-1845) fue un militar británico. Nació en Irlanda como primero de los cinco hijos del primer matrimonio de John, 1st Earl of Portarlington (1744 – 1798) con Caroline Stuart (1750-1813), la hija del conde de Bute. 

## Carrera militar

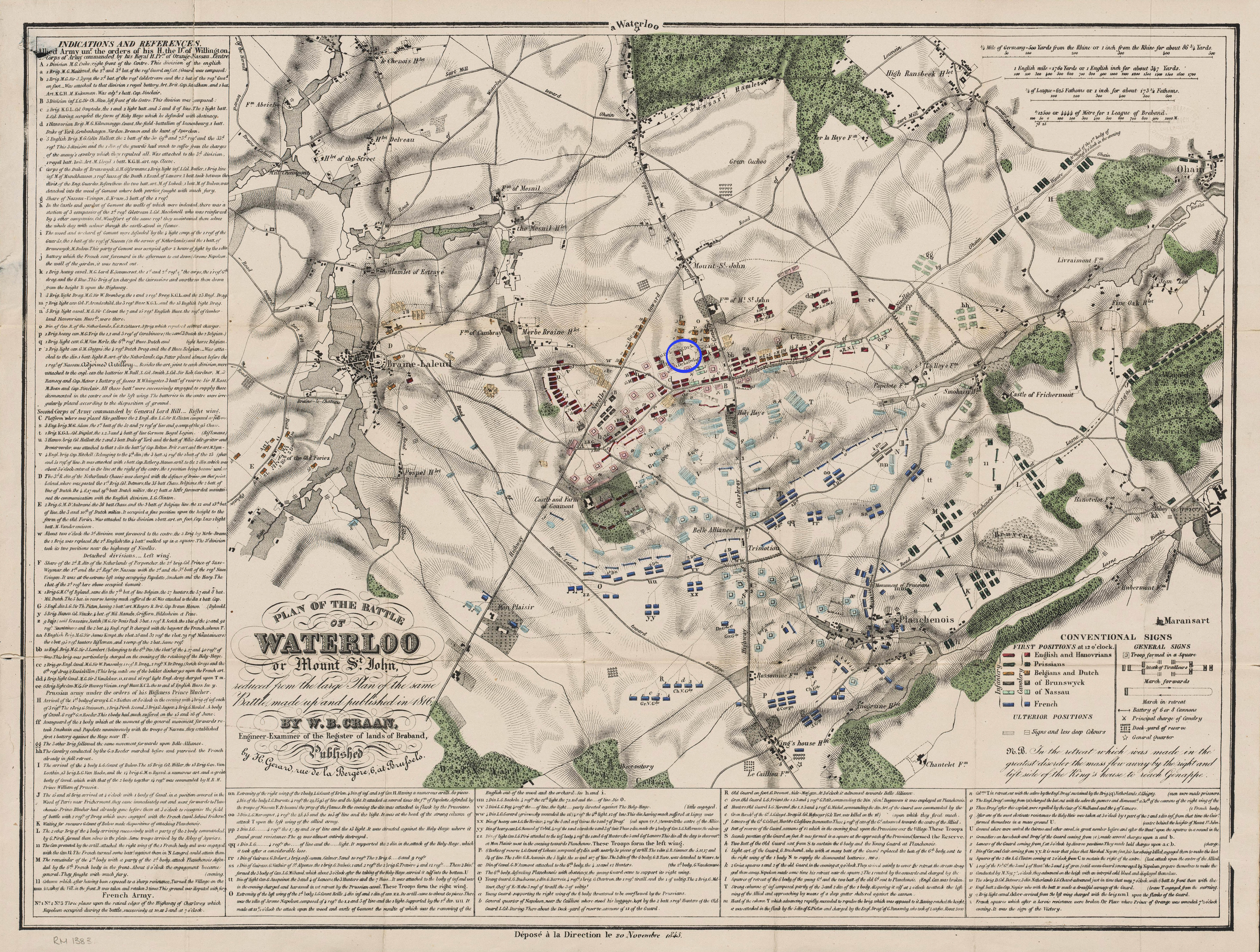
Mapa de la batalla de Waterloo a media tarde. El círculo azul muestra la ubicación de la 3.ª Brigada de Caballería al mando del general Wilhelm von Dörnberg integrada por el Regimiento de Dragones Ligeros de la King's German Legion (540 hombres en 4 escuadrones) al mando del teniente coronel Hans von Bülow; el segundo Regimiento de Dragones Ligeros de la K.G.L. (520 hombres en 4 escuadrones) al mando del teniente coronel Carl Friedrich von Jonquieres; y el 23.º Regimiento de Dragones Ligeros inglés (341 hombres en 3 escuadrones) al mando del teniente coronel John Dowson Earl of Portarlington

Comenzó su carrera militar en el ejército a los 18 años de edad en 1799 como alférez (Insignia) en el 20.º Regimiento de Infantería "East Devonshire" en el cual, el mismo año ascendió al grado de teniente sirviendo en Holanda en 1799. Al año siguiente compró su comisión (ascenso) a capitán en el 23.º Regimiento de Dragones Ligeros siendo transferido en 1804 al 16.º Regimiento de Dragones Ligeros "Queen's" con el que sirvió en el principado de Hanover en 1805. Por entonces el soberano de Hanover era también Jorge III de Inglaterra. Obtuvo su comisión de mayor en el 4.º Batallón de Guarnición en 1806 sirviendo como tal también en el 3.º de Infantería "East Kent" en 1807. Con la compra de su ascenso a teniente coronel pasó al 10.º de Infantería "North Lincolnshire" en 1808 y finalmente al 23.º de Dragones Ligeros (caballería) con el cual en 1809 participó en la batalla de Talavera, España, durante la Campaña de Península de la Independencia Española llevada a cabo por Sir Arthur Wellesley, futuro duque de Wellington. Portarlington ascendió a coronel (brevet), es decir sin cargo efectivo como tal, en 1814. Dos días antes de la batalla de Waterloo participó con su unidad en la batalla de Quatre Bras.

## Su cuestionada ausencia en la batalla de Waterloo
En la madrugada de la batalla de Waterloo John Dawson abandonó su regimiento (alegó luego enfermedad)  encontrándose probablemente en Bruselas. La consecuencia de este paso fue que en la batalla no estaba para conducir su regimiento, el 23.º de Dragones Ligeros como debería haberlo hecho. Su regimiento entró en acción junto al 1.º y 2.º de Dragones Ligeros de la Legión Alemana del Rey, es decir al resto de la 3.er Brigada de Caballería al mando del general Wilhelm von Dörnberg, a las 16:30 batiéndose con bravura y gran éxito contra los coraceros franceses y la unidad francesa de lanceros holandeses. 
Angustiado por su gran error de llegar tarde al lugar de la batalla, Portarlington -no divisando su unidad- se unió al 18.º de Húsares en el que revistaba su hermano George el que se encontraba en la retaguardia como oficial responsable de los vagones de suministros de la 5.ª Brigada de Caballería del general Sir Hussey Vivian. Cuando Dowson llegó, esa brigada justamente estaba iniciando la carga que fue muy destructiva y exitosa contra el enemigo hacia el final de la batalla. En esa ocasión -actuando como un simplr húsar-  demostró gran valentía y le fue muerto su caballo. 
Según relata Philip Haythornthwaite en su libro, nadie de los que lo conocieron dudó  ni un instante de su coraje y valor, pero su ausencia del servicio en el momento clave sembró muchas dudas sobre su determinación y derivó en su destitución del 23.º de Dragones, perdiendo no solo su reputación sino también todo el capital que había invertido en su carrera militar comprando sus ascensos. 
El general Dörnberg, su comandante de brigada, relató en su informe a Wellington -a modo de disculpa por la ausencia de Portarlington durante la batalla de Waterloo: "Durante la noche del 17 (anterior a la batalla) cuando su regimiento bivacó sobre el suelo embarrado por la torrencial lluvia que cayó esa noche, enfermó severamente con violentos espasmos intestinales siendo transportado a Bruselas el 18 por la madrugada en estado crítico. Sin embargo en cuanto se recuperó algo y enterado de la acción que tuvo lugar ese día, y en el momento en que el 18º de Húsares estaba cargando contra el enemigo (sobre el final de la batalla), se unió a éste, siendo su cabalgadora severamente herida durante la acción, lo que debe tenerse en cuenta al analizar su ausencia de su regimiento".
El Príncipe Regente (luego George IV) mostró gran indulgencia con Portarlington haciendo todo lo posible para mantener la buena imagen del desafortunado oficial ante los ojos del mundo. Por su consejo Portarlington recomenzó su carrera militar desde cero uniéndose nuevamente como corneta (el oficial de menor rango) al regimiento del cual había sido separado. En 1831 fue ascendido a capitán (brevet). Pero su mala reputación siempre lo precedió y el remordimiento de saber que solo él fue el autor de la desgracia que pesaba sobre su cabeza, llegó al punto de que de allí en más sumido ahora en la pobreza derrochó lo que aún le quedaba de su fortuna.  Entre otras cosas dedicó mucho dinero - más de lo que en realidad tenía - para terminar la construcción de la mansión Emo Court en Irlanda, cuya construcción había iniciado su padre.

## Sus últimos días
Portarlington murió en la pobreza total en un oscuro hospedaje de un barrio marginal de Londres en 1845, legando como su única fortuna "dos chelines" a su pareja y concubina y a sus tres hijos extramatrimoniales. Como no tenía herederos legítimos, tras su muerte el título de conde de Portarlington pasó a su sobrino Henry John Reuben (Dawson-Damer), 3.er Earl de Portarlington (1822-1889). 

## Literatura
H. T. Siborne, H. T. , general de brigada: Waterloo Letters. Greenhill Boks, Londres, 1993. Págs 100 a 1003.
Haythornthwaite, Philip: The Waterloo Armies Men, Organization and Tactics. Pen & Sword Military, Barnsley, South Yorkshire, 2007.
- Datos: Q20983619